# Al Kass International Cup de 2013
Al Kass International Cup de 2013, ou Al Kass U17 foi a segunda edição da Al Kass International Cup.

## Fase de grupos

### Grupo A
| Time                 | Pts | J | V | E | D | GP | GS | SG |
| -------------------- | --- | - | - | - | - | -- | -- | -- |
| Real Madrid          | 6   | 2 | 2 | 0 | 0 | 6  | 2  | +4 |
| Aspire International | 1   | 2 | 0 | 1 | 1 | 4  | 5  | -1 |
| Zamalek              | 1   | 2 | 0 | 1 | 1 | 2  | 5  | -3 |

| 28 de janeiro | Real Madrid                                                                       | 3 – 0 | Zamalek | Aspire P4                  |
| 19:00         | José León Bernal 57' · Felipe Sáez Carrillo 78' · Diego Martín López Silveira 85' |       |         | Árbitro: Sultan Al Sufiani |

| 29 de janeiro | Real Madrid                                              | 3 – 2 | Aspire International                       | Aspire P4                |
| 16:30         | Javier Muñoz Jiménez 52' · Agoney González Pérez 64' 84' |       | Abdoulayue Sanogo 5' · Henry Onyenkuru 50' | Árbitro: Alwaleed Khalid |

| 31 de janeiro | Zamalek                                                | 2 – 2 | Aspire International                       | Aspire P5                   |
| 19:00         | Mahmoud Khaled Aniss 45' · Khaled Maher El Maghwry 74' |       | Abdoulayue Sanogo 10' · Oshie Paul Asu 23' | Árbitro: Abdullah Al Hadbah |

### Grupo B
| Time         | Pts | J | V | E | D | GP | GS | SG |
| ------------ | --- | - | - | - | - | -- | -- | -- |
| Liverpool    | 4   | 2 | 1 | 1 | 0 | 2  | 0  | +2 |
| Aspire Qatar | 3   | 2 | 1 | 0 | 1 | 4  | 4  | 0  |
| Espérance    | 1   | 2 | 0 | 1 | 1 | 2  | 4  | -2 |

| 28 de janeiro | Liverpool                                       | 2 – 0 | Aspire Qatar | Aspire P4                |
| 16:30         | Jerome Sinclair 48' · Daniel Trickett-Smith 87' |       |              | Árbitro: Nassar Al Emadi |

| 29 de janeiro | Liverpool | 0 – 0 | Espérance | Aspire P5               |
| 16:30         |           |       |           | Árbitro: Naif Al Qadiri |

| 30 de janeiro | Aspire Qatar                                                                                               | 4 – 2 | Espérance                                          | Aspire P5                  |
| 16:30         | Ahmad Moein Doozandeh 7' · Akram Hassan Afif 35' · Muath Yahya Al Salemi 55' · Sultan Bakhit Al Kuwari 62' |       | Ben Romdhane Mohamed Amine 2' · Ben Abda Hamza 76' | Árbitro: Sultan Al Sofiani |

### Grupo C
| Time             | Pts | J | V | E | D | GP | GS | SG |
| ---------------- | --- | - | - | - | - | -- | -- | -- |
| Boca Juniors     | 4   | 2 | 1 | 1 | 0 | 5  | 4  | +1 |
| Internazionale   | 4   | 2 | 1 | 1 | 1 | 3  | 2  | +1 |
| Yokohama Marinos | 0   | 2 | 0 | 0 | 2 | 4  | 6  | -2 |

| 28 de janeiro | Boca Juniors                                                                           | 4 – 3 | Yokohama Marinos                          | Aspire P5                     |
| 21:15         | Di Franco Francisco 7' · Romero Yamil Jorge Gonzalo 15' 21' · Delgado Alexis Lucas 68' |       | Take Hayate 67' 77' · Fukazawa Tomoya 71' | Árbitro: Abdulhadi Al Ruwaily |

| 29 de janeiro | Internazionale                                          | 2 – 1 | Yokohama Marinos | Aspire P5                 |
| 19:00         | Ibukun Roberto Ogunseye 25' · Jesus Valeriano Oyono 50' |       | Yuruki Koya 88'  | Árbitro: Mohammed Al Atwi |

| 31 de janeiro | Internazionale         | 1 – 1 | Boca Juniors             | Aspire P4                 |
| 19:00         | Vincenzo Tommasone 82' |       | Colman Ivan Leonardo 77' | Árbitro: Hamad Abushreida |

### Grupo D
| Time                | Pts | J | V | E | D | GP | GS | SG |
| ------------------- | --- | - | - | - | - | -- | -- | -- |
| Paris Saint-Germain | 6   | 2 | 2 | 0 | 0 | 6  | 2  | +4 |
| Fluminense          | 3   | 2 | 1 | 0 | 1 | 3  | 3  | 0  |
| Al-Nassr            | 0   | 2 | 0 | 0 | 2 | 2  | 6  | -4 |

| 28 de janeiro | Paris Saint-Germain               | 2 – 1 | Fluminense           | Aspire P5                |
| 19:00         | Augustin 70' · Franck Bambock 82' |       | Gabriel Monteiro 55' | Árbitro: Hamad Bushreida |

| 29 de janeiro | Paris Saint-Germain                                                         | 4 – 1 | Al-Nassr                  | Aspire P4               |
| 19:00         | Augustin 10' · Michale Herve 13' · Michael Latour 42' · Felix Eboa Eboa 80' |       | Sami Khalil N. Alnaji 56' | Árbitro: Ahmed Al Sayed |

| 30 de janeiro | Fluminense                           | 2 – 1 | Al-Nassr                        | Aspire P4                     |
| 16:30         | Robert Nunes 78' · Daniel Simões 81' |       | Mohammed Saad S. Alshahrani 71' | Árbitro: Abdulrahman Al Marri |

## Fase final
|  | Quartas-de-final | Quartas-de-final | Quartas-de-final |      |            | Semifinais | Semifinais | Semifinais |  |  | Final | Final      | Final |
|  |                  |                  |                  |      |            |            |            |            |  |  |       |            |       |
|  |                  | Real Madrid      | 1(3)             |      |            |            |            |            |  |  |       |            |       |
|  |                  | Fluminense       | 1(4)             |      |            |            |            |            |  |  |       |            |       |
|  |                  | Fluminense       | 1(4)             |      | Fluminense | 3          |            |            |  |  |       |            |       |
|  |                  |                  |                  |      | Fluminense | 3          |            |            |  |  |       |            |       |
|  |                  |                  | Internazionale   | 1    |            |            |            |            |  |  |       |            |       |
|  |                  | Liverpool        | Internazionale   | 1    | 0          |            |            |            |  |  |       |            |       |
|  |                  | Liverpool        |                  |      | 0          |            |            |            |  |  |       |            |       |
|  |                  | Internazionale   | 1                |      |            |            |            |            |  |  |       |            |       |
|  |                  |                  |                  |      |            |            |            |            |  |  |       | Fluminense | 0(4)  |
|  |                  |                  |                  | PSG  | 0(2)       |            |            |            |  |  |       |            |       |
|  |                  | PSG              | 2                |      |            |            |            |            |  |  |       |            |       |
|  |                  | Aspire Int'l     | 0                |      |            |            |            |            |  |  |       |            |       |
|  |                  | Aspire Int'l     | 0                |      | PSG        | 1(7)       |            |            |  |  |       |            |       |
|  |                  |                  |                  |      | PSG        | 1(7)       |            |            |  |  |       |            |       |
|  |                  |                  | Boca Juniors     | 1(6) |            |            |            |            |  |  |       |            |       |
|  |                  | Boca Juniors     | Boca Juniors     | 1(6) | 3          |            |            |            |  |  |       |            |       |
|  |                  | Boca Juniors     |                  |      | 3          |            |            |            |  |  |       |            |       |
|  |                  | Aspire Qatar     | 0                |      |            |            |            |            |  |  |       |            |       |

### Quartas de finais
| 1 de fevereiro | Real Madrid               | 1(3) – 1(4) | Fluminense       | Aspire P4                |
| 16:30          | Agoney González Pérez 40' |             | Robert Nunes 75' | Árbitro: Saoud Al Hadbah |

| 1 de fevereiro | Paris Saint-Germain                 | 2 – 0 | Aspire International | Aspire P5                |
| 16:30          | Augustin 21' · Stephane Lambese 47' |       |                      | Árbitro: Nasser Al Emadi |

| 1 de fevereiro | Liverpool | 0 – 1 | Internazionale        | Aspire P4               |
| 19:00          |           |       | Francesco Bigotto 65' | Árbitro: Salman Fallahi |

| 1 de fevereiro | Boca Juniors                                                                       | 3 – 0 | Aspire Qatar | Aspire P5              |
| 19:00          | Krieger Santiago 33' · Romero Yamil Jorge Gonzalo 71' · Zaragoza Matias Gaston 90' |       |              | Árbitro: Awad Al Jaidi |

### Semifinais
| 3 de fevereiro | Fluminense                                                 | 3 – 1 | Internazionale              | Aspire P4                  |
| 16:30          | Wendel Lomar 6' · Denilson Pereira 44' · Robert Santos 49' |       | Ibukun Roberto Ogunseye 53' | Árbitro: Sultan Al Sufyani |

| 3 de fevereiro | Paris Saint-Germain | 1(7) – 1(6) | Boca Juniors         | Aspire P4                    |
| 19:00          | Franck Bambock 62'  |             | Krieger Santiago 84' | Árbitro: Meshari Al Shammari |

### Disputa do 3º Lugar
| 6 de janeiro de 2013 | Boca Juniors                                             | 2(5) – 2(4) | Internazionale                           | Aspire P4               |
| 19:00                | Cristaldo Franco Sebastian 26' · Di Franco Francisco 65' |             | Davide Moreo 37' · Francesco Bigotto 89' | Árbitro: Salman Fallahi |

### Final
| 7 de janeiro de 2013 | Fluminense | 0(4) – 0(2) | Paris Saint-Germain | Aspire P4                |
| 16:30                |            |             |                     | Árbitro: Saoud Al Hadbah |

## Premiação
| Al Kass International Cup 2013 |
| Brasil                         |
| ------------------------------ |
| Fluminense Campeão (1º título) |